# 数字化

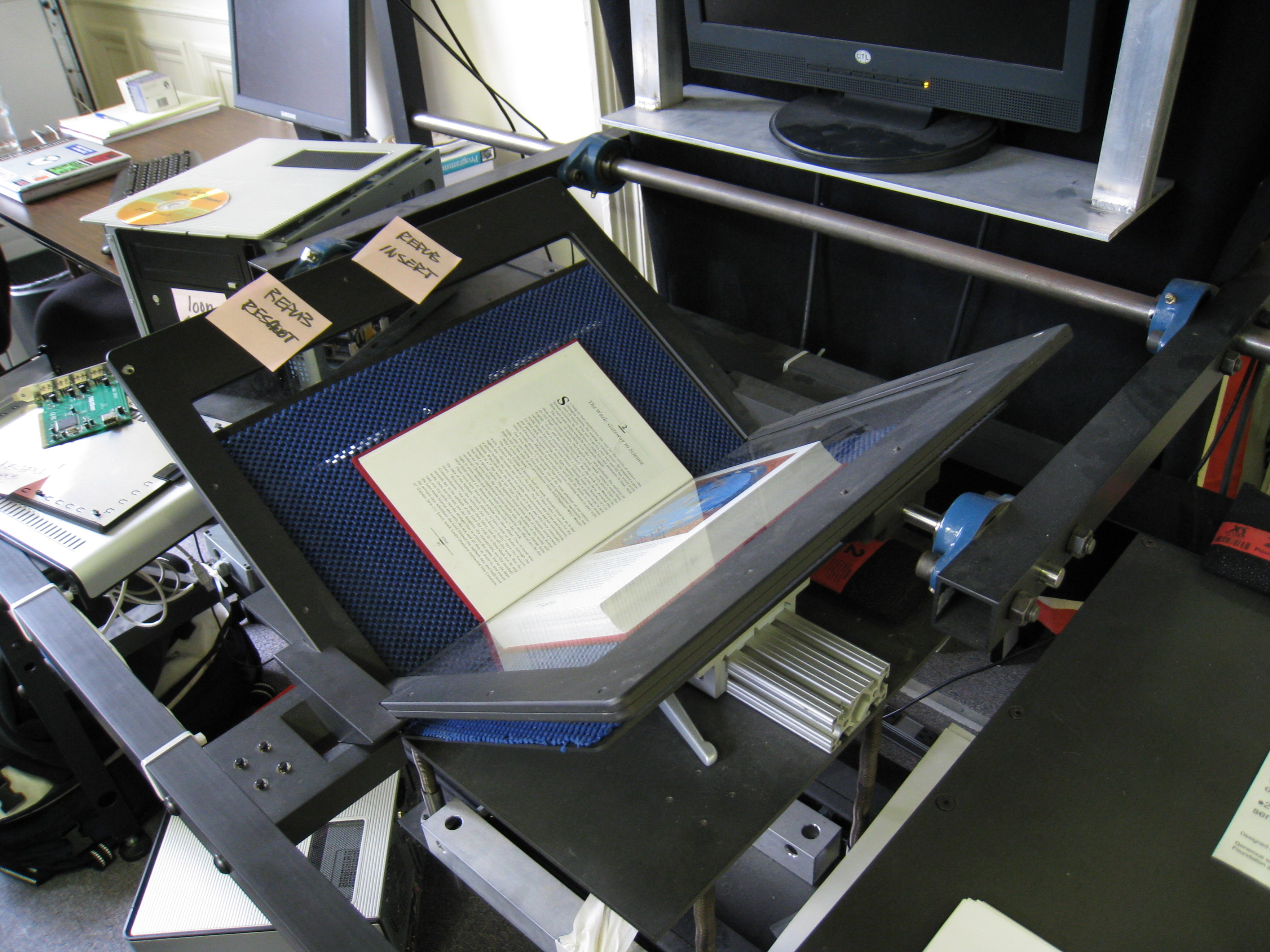
互联网档案馆的图书扫描仪

数字化是指将信息转换成数字（便于电脑处理，通常是二进制）格式的过程。 将一个物体、图像、声音、文本或者信号的转换为一系列由数字表达的点或者样本的离散集合表现形式。其结果被称作是数字文件，或者更具体一点，数字图像、数字声音等。在现代实践中，数字化的数据通常是二进制的以便于计算机的处理。 但严格来说，任何把模拟源转换为任何类型的数字格式的过程都可以叫做数字化。
数字化对于数据处理、储存和传播至关重要，因为它“可以让所有种类所有类型的数据在相同的格式下混合传输。”不同于在传输过程中会受损的模拟格式，数字格式在理论上可以无限传输而没有任何损失，也因此成为了世界上许多组织保存信息的方式。

### 引用
1. ↑  . WhatIs.com.   [2018-10-31]. （原始内容存档于2017-12-24） （美国英语）.
2. ↑  . www.collinsdictionary.com.   [2018-10-31]. （原始内容存档于2018-10-31） （英语）.
3. ↑  . books.google.com.
4. 1 2  . www.collinsdictionary.com.   [2018-10-31]. （原始内容存档于2018-10-31） （英语）.
5. ↑  McQuail, Denis. . Sage Publications. 1987. ISBN 0803980698. OCLC 19127750.